# Ungaran (ort i Indonesien)
Ungaran är en ort i Indonesien.   Den ligger i provinsen Jawa Tengah, i den västra delen av landet, 400 km öster om huvudstaden Jakarta. Ungaran ligger 351 meter över havet och antalet invånare är 127 812.
Terrängen runt Ungaran är kuperad åt nordost, men åt sydväst är den bergig.Runt Ungaran är det mycket tätbefolkat, med 1 956 invånare per kvadratkilometer. Närmaste större samhälle är Semarang, 16,4 km norr om Ungaran. Omgivningarna runt Ungaran är en mosaik av jordbruksmark och naturlig växtlighet.